# NGC 7419
NGC 7419 ist ein offener Sternhaufen im Sternbild Kepheus. 
Er wurde am 3. November 1787 von Wilhelm Herschel entdeckt.